# Thorsten Beck
Thorsten Beck (* 28. April 1956 in Hamburg) ist ein deutscher Jurist. Er war vom Mai 2015 bis Mai 2023 Präsident des Landesarbeitsgerichts Bremen.

## Biografie
Beck studierte Rechts- und Politikwissenschaft an der Universität Hamburg. Er war dann wissenschaftlicher Mitarbeiter am Lehrstuhl für Bürgerliches Recht, Handels- und Gesellschafts- und Arbeitsrecht am Fachbereich Rechtswissenschaft I der Universität Hamburg. Ebenfalls in Hamburg legte er die zweite juristische Staatsprüfung ab. Er war zunächst als Jurist beim Hauptvorstand der IG Chemie tätig. 1993 begann er beim Arbeitsgericht Hamburg und wurde dort 1994 zum Richter am Arbeitsgericht ernannt. 2008 wechselte er zum Landesarbeitsgericht Hamburg; 2009 wurde er zum vorsitzenden Richter am Landesarbeitsgericht ernannt. Im Mai 2023 ging er in den Ruhestand.